# Белл, Маргарет
Мэ́ри Ма́ргарет Белл (в замужестве — Райан, Гибсон) (англ. Mary Margaret Bell (Ryan, Gibson), 26 января 1917, Севен Пёрсонз, Канада, Великобритания — 10 мая 1996, Норт-Ванкувер, Канада) — канадская легкоатлетка, выступавшая в прыжках в высоту. Участница летних Олимпийских игр 1936 года.

## Биография
Маргарет Белл родилась 26 января 1917 года в канадской деревне Севен Пёрсонз в провинции Альберта.
Выступала в легкоатлетических соревнованиях за клуб Ванкувера.
В 1934 году стала бронзовым призёром Всемирных женских игр в Лондоне в прыжках в высоту, показав результат 1,525 метра.
В том же году стала бронзовым призёром Игр Британской империи в Лондоне с результатом 1,52 метра.
В 1936 году вошла в состав сборной Канады на летних Олимпийских играх в Берлине. В прыжках в высоту поделила 9-13-е места с результатом 1,50 метра, уступив 5 сантиметров победительнице Ибойе Чак из Венгрии.
В 1938 году участвовала в Играх Британской империи в Сиднее и заняла 4-е место.
Умерла 10 мая 1996 года в канадском городе Норт-Ванкувер.

## Личный рекорд
- Прыжки в высоту — 1,50 (9 августа 1936, Берлин)[4]